# Beker van de Centraal-Afrikaanse Republiek
De Beker van de Centraal-Afrikaanse Republiek (Coupe Nationale), tegenwoordig Coupe Barthélémy Boganda genaamd, is het nationale voetbalbekertoernooi van de Centraal-Afrikaanse Republiek en wordt sinds 1974 georganiseerd door de Fédération Centrafricaine de Football (FCF). Zoals de meeste bekercompetities wordt met het knock-outsysteem gespeeld.

## Finales
| Jaar            | Winnaar               | Uitslag         | Finalist            |
| Coupe Nationale | Coupe Nationale       | Coupe Nationale | Coupe Nationale     |
| --------------- | --------------------- | --------------- | ------------------- |
| 1974            | AS Tempête Mocaf      |                 |                     |
| 1975            |                       |                 |                     |
| 1976            | Red Star              |                 |                     |
| 1977            | Sodiam Sports         |                 |                     |
| 1978            | USCA                  |                 |                     |
| 1979            | Sodiam Sports         |                 |                     |
| 1980            | ASDR Fatima           |                 |                     |
| 1981            | ASDR Fatima           |                 |                     |
| 1982            | AS Tempête Mocaf      |                 |                     |
| 1983            | Avia Sports           |                 |                     |
| 1984            | SCAF Tocages          |                 |                     |
| 1985            | AS Tempête Mocaf      |                 |                     |
| 1986            |                       |                 |                     |
| 1987            |                       |                 |                     |
| 1988            | USCA                  |                 |                     |
| 1989            | Réal Olympique Castel |                 |                     |
| 1990            | FACA                  |                 |                     |
| 1991            | ASDR Fatima           | 6-2             | Anges Makaron       |
| 1992            | AS Tempête Mocaf      | 1-1 ns          | ASDR Fatima         |
| 1993            | ASDR Fatima           | 3-2             | Stade Centrafricain |
| 1994            | FACA                  |                 |                     |

| Jaar                     | Winnaar               | Uitslag | Finalist                        |
| ------------------------ | --------------------- | ------- | ------------------------------- |
| 1995                     |                       |         |                                 |
| 1996                     |                       |         |                                 |
| 1997                     | USCA                  | 2-0     | ASDR Fatima                     |
| 1998                     | ASDR Fatima           | 3-0     | AS Petroca                      |
| 1999                     | Réal Olympique Castel |         |                                 |
| 2000                     | ASDR Fatima           | 2-1     | Olympic Real de Bangui          |
| 2001                     | Stade Centrafricain   | 2-1     | AS Tempête Mocaf                |
| 2002                     |                       |         |                                 |
| 2003                     | AS Tempête Mocaf      | 8-0     | Ouham Pendé de Bozoum           |
| 2004                     | USCA                  | 2-0     | Onze Carats de la Mambéré Kadéï |
| 2005                     | USCA                  |         | Lobaye Selection                |
| 2006                     |                       |         |                                 |
| 2007                     |                       |         |                                 |
| 2008                     | ASDR Fatima           | 2-1     | Stade Centrafricain             |
| Coupe Barthélémy Boganda |                       |         |                                 |
| 2009                     | ASDR Fatima           | 3-1     | Stade Centrafricain             |
| 2010                     | DFC8                  | 1-0     | Stade Centrafricain             |
| 2011                     | AS Tempête Mocaf      | 2-1 nv  | DFC8                            |

Algerije ·
Angola ·
Benin ·
Botswana ·
Burkina Faso ·
Burundi ·
Centraal-Afrikaanse Republiek ·
Comoren ·
Congo-Brazzaville ·
Congo-Kinshasa ·
Djibouti ·
Egypte ·
Equatoriaal-Guinea ·
Ethiopië ·
Gabon ·
Gambia ·
Ghana ·
Guinee ·
Guinee-Bissau ·
Ivoorkust ·
Kameroen ·
Kenia ·
Lesotho ·
Liberia ·
Libië ·
Madagaskar ·
Mali ·
Marokko ·
Mauritanië ·
Mauritius ·
Mozambique ·
Namibië ·
Niger ·
Nigeria ·
Oeganda ·
Réunion ·
Rwanda ·
Sao Tomé en Principe ·
Senegal ·
Seychellen ·
Sierra Leone ·
Soedan ·
Somalië ·
Swaziland ·
Tanzania ·
Togo ·
Tsjaad ·
Tunesië ·
Zambia ·
Zimbabwe ·
Zuid-Afrika